# USS North Dakota (BB-29)
O USS North Dakota foi um couraçado operado pela Marinha dos Estados Unidos e a segunda e última embarcação  da Classe Delaware, depois do USS Delaware. Sua construção começou em dezembro de 1907 no Fore River Shipyard em Quincy e foi lançado ao mar em novembro do ano seguinte, sendo comissionado em abril de 1910. Era armado com uma bateria principal composta por dez canhões de 305 milímetros montados em cinco torres de artilharia duplas, tinha um deslocamento de mais de 22 mil toneladas e conseguia alcançar uma velocidade máxima de 21 nós.
O North Dakota teve um início de carreira relativamente tranquilo, ocupando-se de exercícios e treinamentos de rotina. Fez uma viagem diplomática para Europa em 1910 e em 1914 envolveu-se na Ocupação de Veracruz. Ele permaneceu nos Estados Unidos durante a Primeira Guerra Mundial atuando como navio-escola. Após o fim da guerra retornou para sua rotina de tempos de paz. Foi descomissionado e desarmado em 1923 de acordo com os termos do Tratado Naval de Washington, sendo usado como um alvo de tiro controlado por rádio até ser desmontado em 1931.

## Características

Desenho da Classe Delaware

A Classe Delaware foi encomendada em resposta ao couraçado britânico HMS Dreadnought. A predecessora Classe South Carolina tinha sido projetada antes das especificações do Dreadnought serem conhecidas, assim a Marinha dos Estados Unidos decidiu que mais dois novos couraçados deveriam ser construídos em resposta à percepção de superioridade do Dreadnought em relação à Classe South Carolina. Um projeto foi preparado com uma torre de artilharia dupla a mais com o objetivo de se igualar ao número de canhões da embarcação britânica, porém todas as armas da Classe Delaware podiam disparar para uma determinada lateral, diferentemente do Dreadnought. Os dois navios da classe eram os maiores e mais poderosos couraçados do mundo quando entraram em serviço.
O North Dakota tinha 158 metros de comprimento de fora a fora, uma boca de 26 metros e um calado de oito metros, enquanto seu deslocamento carregado chegava a 22 759 toneladas. Seu sistema de propulsão era composto por catorze caldeiras Babcock & Wilcox a carvão que alimentavam dois turbinas a vapor Curtiss, cada um girando uma hélice. O sistema tinha uma potência indicada de 25,3 mil cavalos-vapor (18,6 mil quilowatts), possibilitando uma velocidade máxima de 21 nós (39 quilômetros por hora). Tinha uma autonomia de 6,5 mil milhas náuticas (doze mil quilômetros) a uma velocidade de doze nós (22 quilômetros por hora). Sua tripulação era formada por 933 oficiais e marinheiros.
O armamento principal do North Dakota consistia em dez canhões Marco 5 calibre 45 de 305 milímetros montados em cinco torres de artilharia duplas Marco 7, duas montadas na proa e as três restantes na popa. A bateria secundária tinha catorze canhões Marco 6 calibre 50 de 127 milímetros instalados em montagens pedestais Marco 9 e Marco 12 dentro de casamatas ao longo do casco. Também tinha dois canhões Hotchkiss calibre 40 de 47 milímetros, quatro canhões de disparo rápido de 37 milímetros e dois tubos de torpedo de 533 milímetros submersos, um em cada lateral. O cinturão principal de blindagem tinha 259 milímetros de espessura, enquanto o convés blindado tinha 51 milímetros. As torres de artilharia eram protegidas por frentes de 305 milímetros, já a torre de comando tinha laterais de 292 milímetros.

## História

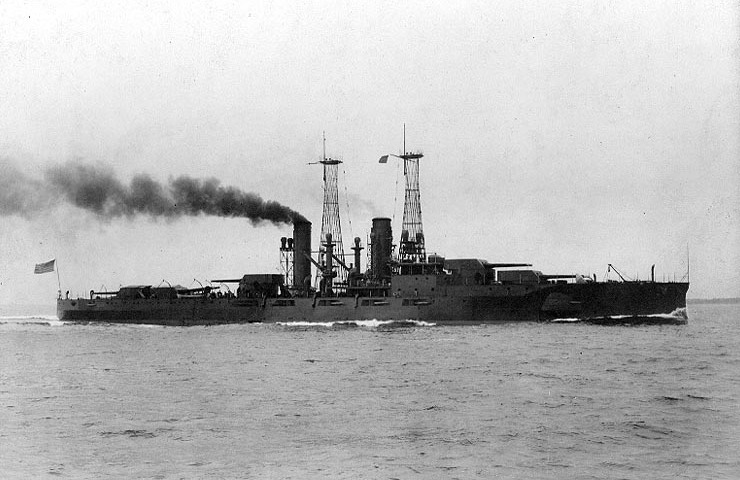
O North Dakota em 1909

O batimento de quilha do North Dakota ocorreu em 16 de dezembro de 1907 no Fore River Shipyard em Quincy, Massachusetts. Foi lançado ao mar em 10 de novembro de 1908, sendo batizado por Mary Benton, e comissionado na frota norte-americana em 11 de abril de 1910. O navio foi designado para atuar na Frota do Atlântico, participando de exercícios normais de rotina, mais manobras com o resto da frota no Oceano Atlântico e Mar do Caribe. Ele sofreu uma explosão em um de seus tanques de combustível no dia 8 de setembro e seis tripulantes foram condecorados com a Medalha de Honra por "heroísmo extraordinário" no combate ao incêndio.
O North Dakota viajou em 2 de novembro de 1910 para uma visita diplomática ao Reino Unido e França, seguindo por manobras no Caribe na primavera seguinte. Passou os meses de verão de 1912 e 1913 realizando cruzeiros de treinamento para aspirantes da Academia Naval. Em 1º de janeiro de 1913 juntou-se à escolta do cruzador blindado britânico HMS Natal, que estava transportando de volta para os Estados Unidos o corpo de Whitelaw Reid, o recém-falecido embaixador norte-americano no Reino Unido.
O North Dakota navegou para Veracruz, no México, onde chegou em 26 de abril de 1914, cinco dias depois de marinheiros norte-americanos terem ocupado a cidade durante agitações da Revolução Mexicana. Viajou pelo litoral mexicano protegendo interesses norte-americanos até outubro, quando retornou para Norfolk, na Virgínia, chegando no dia 16. A Frota do Atlântico começou depois disso treinamentos intensivos em preparação para uma possível entrada dos Estados Unidos na Primeira Guerra Mundial.
O couraçado estava realizando treinamentos de artilharia na Baía de Chesapeake quando os Estados Unidos entraram na Primeira Guerra Mundial em 6 de abril de 1917. Diferentemente de seu irmão USS Delaware, o North Dakota permaneceu em casa durante a guerra e não foi servir no Reino Unido. Ficou baseado na foz do rio Iorque na Virgínia e em Nova Iorque, sendo encarregado de treinar artilheiros e pessoal de sala de engenharia para a frota em rápida expansão devido à guerra. O contra-almirante Hugh Rodman, comandante da Divisão de Couraçados Nove, a força norte-americana enviada para a Europa, pediu para que o North Dakota ficasse para trás por não confiar em seus motores. Seus antigas turbinas a vapor foram substituídas em 1917 por modelos mais modernos, também recebendo novos equipamentos de controle de disparo.

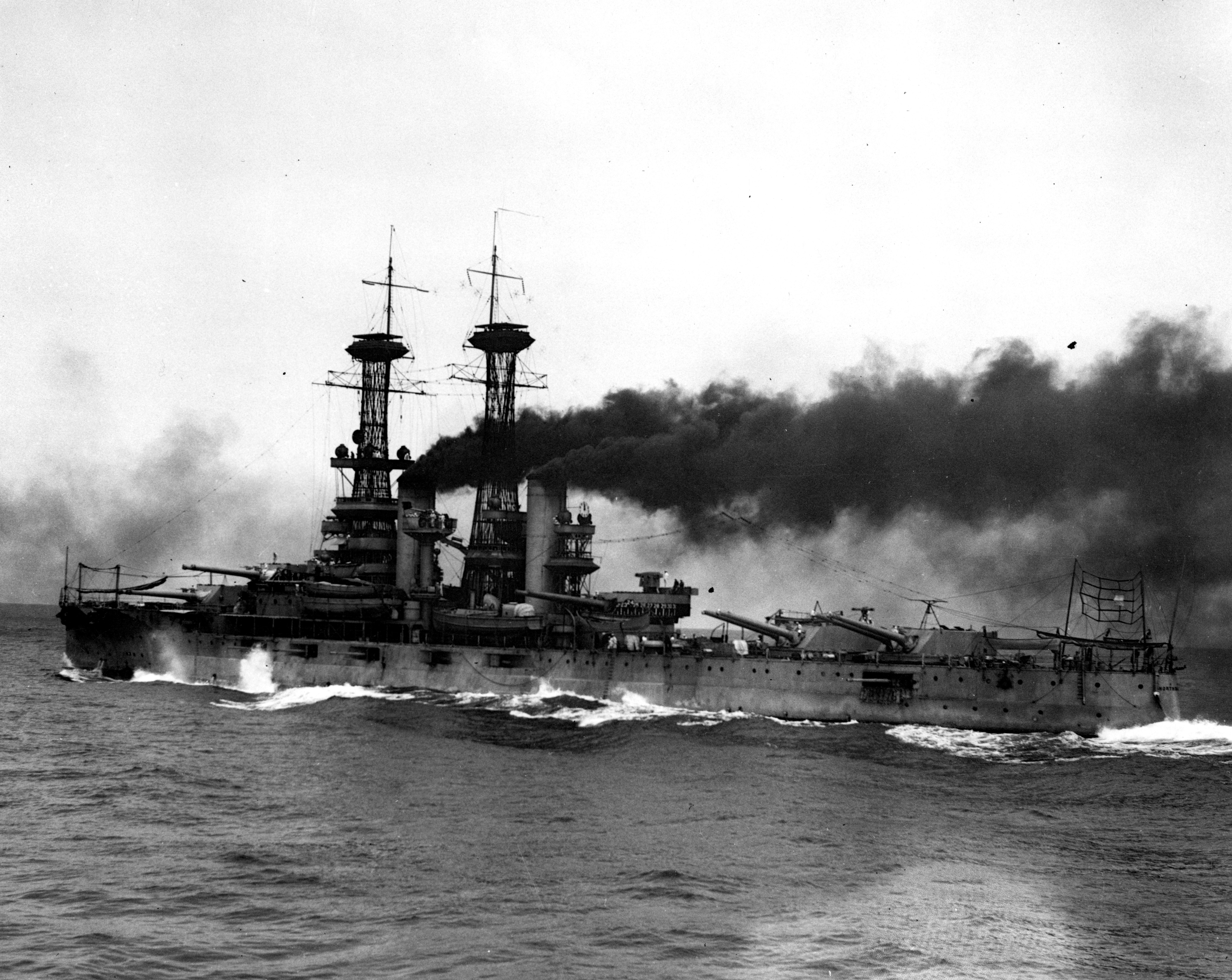
O North Dakota durante exercícios de treinamento de batalha em 1921

O North Dakota deixou Norfolk em 13 de novembro de 1919 para transportar de volta para a Itália o corpo do conde Vincenzo Macchi di Cellere, o recém-falecido embaixador italiano nos Estados Unidos. Depois disso fez um cruzeiro pelo Mar Mediterrâneo, parando em Atenas na Grécia, Constantinopla no Império Otomano, Valência na Espanha e Gibraltar. Voltou para os Estados Unidos e participou de manobras no Caribe na primavera de 1920. Esteve presente em julho de 1921 para testes de bombardeio conjuntos com o Exército dos Estados Unidos, em que o couraçado alemão SMS Ostfriesland e o cruzador SMS Frankfurt foram afundados em demonstrações de poder aéreo. Depois disso o North Dakota retornou para sua rotina anterior de exercícios de treinamento, incluindo dois cruzeiros de aspirantes nos verões de 1922 e 1923. Este último foi para a Europa, onde visitou Espanha, Escócia e Escandinávia.
Os Estados Unidos, Reino Unido e Japão lançaram enormes programas de construção navais nos anos imediatamente após o fim da Primeira Guerra Mundial. Todos os três concordaram que uma corrida armamentista naval não era de seus interesses, assim reuniram-se a partir de novembro de 1921 na Conferência Naval de Washington para discutir limitações armamentistas. O resultado foi o Tratado Naval de Washington, assinado em fevereiro de 1922. Os termos do tratado ditavam que o North Dakota deveria ser descartado assim que o novo couraçado USS West Virginia fosse finalizado. A embarcação foi descomissionada em 22 de novembro de 1923 em Norfolk de acordo com os termos do tratado. Foi desarmado e convertido em um alvo de tiro controlado por rádio. Suas turbinas depois foram removidas para serem usadas na modernização do couraçado USS Nevada na década de 1930. Atuou como alvo de tiro até 1930, quando foi substituído pelo couraçado USS Utah. Foi removido do registro naval em 7 de janeiro de 1931 e vendido em 16 de março para a Union Shipbuilding Co. de Baltimore, em Maryland, para ser desmontado.